# 金冠鳞毛蕨
金冠鳞毛蕨（学名：Dryopteris chrysocoma），为鳞毛蕨科鳞毛蕨属下的一个植物变种。